# Лупанио, Галла
Галла Лупанио (Галла Гауло; умер в 756) — 5-й венецианский дож.

## Биография
Был избран после свержения и ослепления своего предшественника дожа Теодато Ипато. Фактически совершил переворот и узурпировал власть.
Галла Лупанио стал дожем, когда в Венеции три фракции боролись за власть: провизантийская фракция, профранкская фракция и республиканская фракция. Первая стремилась к укреплению абсолютной власти дожа и связей с Византийской империей. Вторая ратовала за сближение с франками, врагами лангобардов и греков. Республиканская фракция желала утвердить как можно бо́льшую независимость. Вероятно Галла был представителем профранкской фракции.
Галла смог продержаться во главе Венецианской республики всего год, прежде чем был свергнут, ослеплён (за аналогичное ослепление Ипато) и отправлен в ссылку. Через некоторое время он умер.
Патрицианское семейство Бароцци претендовало на происхождение от этого правителя.